# Добропільська сільська рада (Бучацький район)
Добропі́льська сільська́ ра́да — колишня адміністративно-територіальна одиниця та орган місцевого самоврядування в Чортківському районі Тернопільської області. Адміністративний центр — с. Доброполе.

## Загальні відомості
Добропільська сільська рада утворена в 1947 році.
- Територія ради: 25,47 км²
- Населення ради: 833 особи (станом на 2001 рік)

До 19 липня 2020 р. належала до Бучацького району.
11 грудня 2020 р. увійшла до складу Бучацької міської громади.

## Населені пункти
Сільській раді були підпорядковані населені пункти:
- с. Доброполе
- с. Матеушівка

## Склад ради
Рада складалася з 16 депутатів та голови.
- Голова ради:
- Секретар ради: Митко Катерина Василівна

### Керівний склад попередніх скликань
| Прізвище, ім'я, по батькові | Основні відомості                      | Дата обрання | Дата звільнення |
| --------------------------- | -------------------------------------- | ------------ | --------------- |
| Дрозд Зіновій Андрійович    | Сільський голова, 1964 року народження | 15.11.2010   | -               |

Примітка: таблиця складена за даними сайту Верховної Ради України

### Депутати
За результатами місцевих виборів 2010 року депутатами ради стали:

#### За суб'єктами висування
| Суб'єкт висування | Кількість обраних депутатів | %   |
| ----------------- | --------------------------- | --- |
| Самовисування     | 16                          | 100 |

#### За округами
| № округу | Прізвище, ім'я, по батькові        | Дата визнання обраним | Освіта             | Партійна приналежність                        | Відомості про обраного депутата           |
| -------- | ---------------------------------- | --------------------- | ------------------ | --------------------------------------------- | ----------------------------------------- |
| 1        | Ярошко Василь Ярославович          | 04.11.2010            | середня            | позапартійний                                 | тимчасово не працює                       |
| 2        | Кущак Іван Іванович                | 04.11.2010            | вища               | член Всеукраїнського об'єднання «Батьківщина» | Фельдшерсько акушерський пункт, завідувач |
| 3        | Сивак Андрій Петрович              | 04.11.2010            | середня спеціальна | позапартійний                                 | тимчасово не працює                       |
| 4        | Морозовський Зеновій Володимирович | 04.11.2010            | середня            | позапартійний                                 | кочегар                                   |
| 5        | Андрухів Олег Іванович             | 04.11.2010            | вища               | позапартійний                                 | тимчасово не працює                       |
| 6        | Митко Катерина Василівна           | 04.11.2010            | середня спеціальна | позапартійна                                  | тимчасово не працює                       |
| 7        | Марко Ольга Іванівна               | 04.11.2010            | середня спеціальна | член Української Народної Партії              | Добропільська с/р, землевпорядник         |
| 8        | Митко Володимир Васильович         | 04.11.2010            | вища               | позапартійний                                 | Тернопіль адмігсуд, секретар              |
| 9        | Гресс Надія Йосипівна              | 04.11.2010            | середня спеціальна | член Політичної партії «Народна Самооборона»  | Добропільська с/р, секретар               |
| 10       | Гресс Тарас Олександрович          | 04.11.2010            | середня            | позапартійний                                 | м. Тернопіль, бармен                      |
| 11       | Провальнюк Василь Васильович       | 04.11.2010            | незакінчена вища   | позапартійний                                 | студент                                   |
| 12       | Колега Іван Григорович             | 04.11.2010            | середня спеціальна | позапартійний                                 | Бучач агрохлібпром, керуючий              |
| 13       | Климко Денис Ярославович           | 04.11.2010            | середня            | позапартійний                                 | студент                                   |
| 14       | Гулька Марія Григорівна            | 04.11.2010            | середня спеціальна | позапартійна                                  | Бучач агрохлібпром, вагар                 |
| 15       | Кущак Андрій Богданович            | 04.11.2010            | вища               | позапартійний                                 | студент                                   |
| 16       | Кущак Василь Богданович            | 04.11.2010            | незакінчена вища   | позапартійний                                 | студент                                   |